# Tettye (városrész)

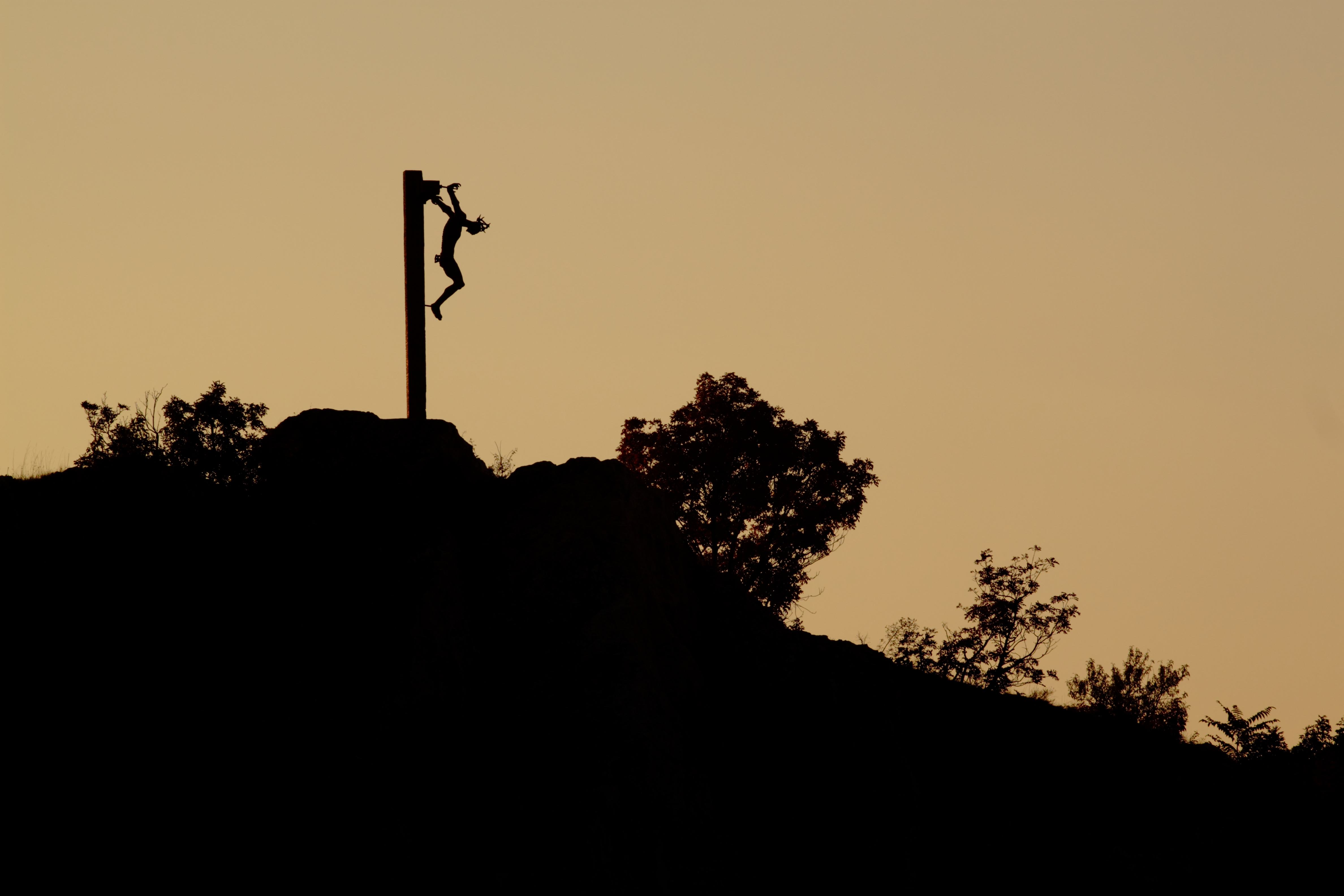
Kereszt a Tettye felett

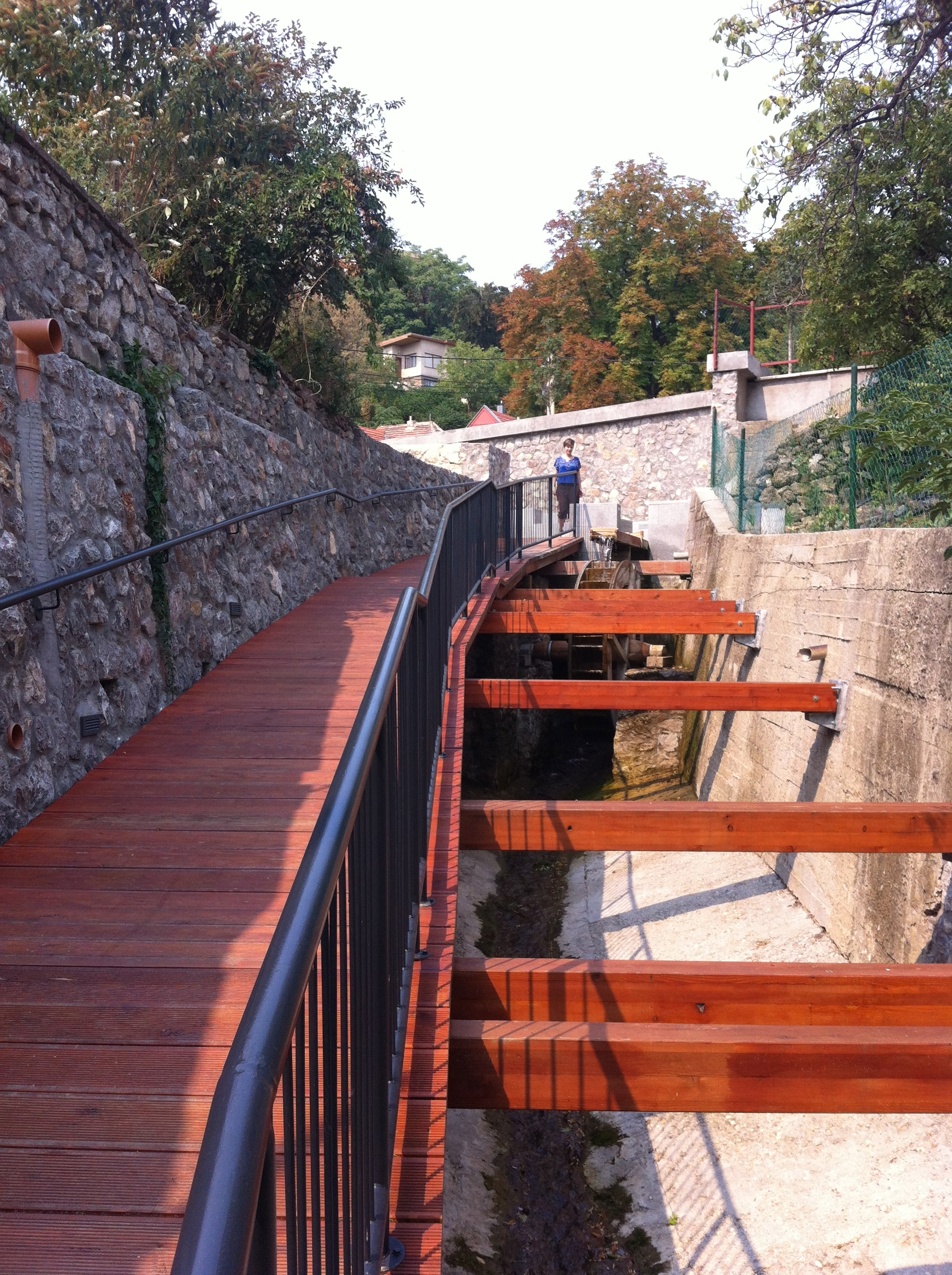
A Tettye patak és a malomkerék

A Tettye (horvátul: Tekija) Pécs városának egyik legfestőibb tája parkkal, romokkal, barlanggal és arborétummal. A belvárostól északkeletre fekszik, 200-300 méter tengerszint feletti magasságon. A Tettye-völgy jelenlegi felszíne a kőzetek ezer éven át folytatott bányászatával alakult ki. Az egykori kőfejtők, ahonnan a bányászott kőanyagokat Pécs egész területén felhasználták, mára szinte teljesen beépültek. A Tettye-patak mentén egykor vízenergiával működő malmok megszűntek az ivóvízhálózat kiépítésének következtében, az átalakult felszín egyik teraszán megépült Szathmáry György pécsi püspök reneszánsz villapalotája. A Tettye patak völgye magába foglalja a Puturluk, Malomszeg, Zidina és Tettye nevű részeket.

## Nevének eredete
A középkorban Malomszegnek, illetve Malomsédnek hívták. A magyarul derviskolostort jelentő 'tekke' török szóból keletkezhetett a Tettye kifejezés. A 17. század végén letelepült horvátok (katolikus bosnyákok) Tekijának nevezték.

## Története
A rómaiak idején a Tettye kívül esett Sopianae város területén. Vizét nem vezették be a városba, mivel vezetékeit a víz erős meszessége eldugította volna. Engedték a patakot inkább a város mellett folyni. Azonban a kedvező lehetőségek miatt, már az ókorban építettek malmokat a völgytalpon. Maradványaikat az újkori bányászat során teljesen elbontották. A római korban a kőbányákban triász mészkövet bányásztak.
Ásatásokon előkerült leletek alapján a népvándorlás korában avarok, szlávok és magyarok is megfordultak a területen. A városhoz ugyan szervesen nem kapcsolódó, főleg gödörházakból álló lakóterület alakult ki a 11. századtól. A Mindszentek templomát a 12. században építették.
Az ipar fejlődése nagyobb arányúvá vált a 15. században, ekkor indult látványos fejlődésnek a Tettye utca, Majorossy Imre utca, Felsőmalom utca környéke elsősorban az itt fakadó Tettye-patak bővizű forrásának köszönhetően. Ezt a területet "Malomszeg"-nek nevezték, mivel itt húzódtak sorban a korabeli gabonaőrlő-, lőpor-, papírmalmok, valamint a tímárok és tabakosok malmai. Jelentős céhük volt az aranyműveseknek, akik királyi megrendelésre is dolgoztak. A pécsi ötvösök híre is kiváló volt.
1505-1521 között Pécs jelentős reneszánsz püspöke, Szathmáry György nyaralót építtetett a hegyoldalban, Pécs eleste után azonban a török dervisrend kapott helyet a reneszánsz villában. A kolostorként működő épület keleti szárny mellé egy tornyot építtettek, mely mint őrtorony és minaret szolgált.
A 17. század végén Boszniából katolikus bosnyákok érkeztek erre a városrészre, ezáltal meghatározva annak jövőbeli arculatát és történelmét. Így ez a terület a 20. század elejéig a bosnyákság életszférája maradt.
A romos állapotban lévő villa a 18. század elején a pécsi káptalanhoz került, a 19. század elején pedig végleges pusztulásnak indult. Köveit 1847-1848-ban elhordták, díszeit letördelték. Maradványait 1904-ben konzerválták, és a Tettye azóta is a pécsiek egyik legkedveltebb kirándulóhelye, számos városi rendezvény színhelye (például: POSZT).
1852-ben a Tettye-patak mellett 23 vízimalom és kalló állt. A városrész alsó részén (Puturluk, Zidina) ekkoriban mesterek (vargák, tímárok, tabakosok) használták munkájukhoz. 1892-ben megépült a Tettye-vízmű, és a terjeszkedő város miatt a patakot szabályozták, a föld alá vitték.

## Fejlesztések

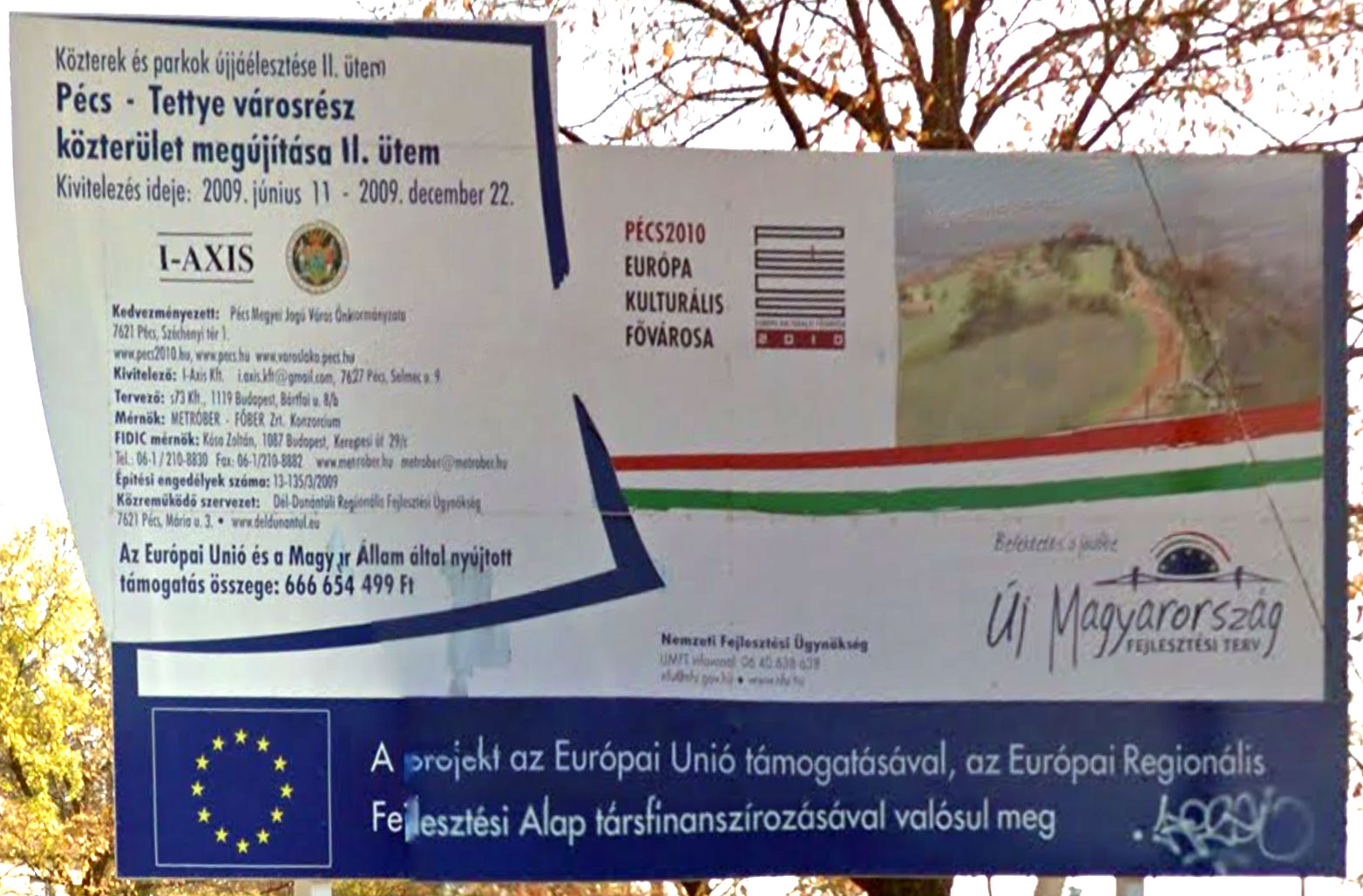
A Tettye városrész közterület megújítása

A Tettye városrész hosszú évtizedeken keresztül volt a város legelhanyagoltabb területe: szanálása több évtizeden keresztül napirenden volt, de szerencsére forráshiány miatt nem történt meg az ország egyik „történelmi külvárosának”, a török korban kialakult és településszerkezetét a mai napig megőrző városrésznek az elpusztítása. A fejlesztések azonban évtizedeken keresztül elkerülték. A rendszerváltást követően lassú spontán rehabilitáció indult meg, amelynek keretében megkezdődött a városrész épületállományának megújulása. A városkép jellegét megőrzendő igen szigorú szabályozási terv készült annak érdekében, hogy a városrész megújulása során a településkép megőrizze egyedi arculatát.
A Pécs2010 Kulturális Főváros projekt „Közterek és parkok” elnevezésű programnak köszönhetően megújult a park jelentős része. A kivitelezés 2009. március 27-én kezdődött és 2009. november közepéig tartott. A parkot hivatalosan 2009. november 25-én adták át tavaszias, napsütéses időben. A felújítási munkák során megújultak lépcsősorok, játszóterek, szökőkutak és a várnál lévő támfalak. A környéken lakók életét viszont megnehezíti az új közlekedési rend.

## Tettye park
A 4,5 hektáros park ma már teljes egészében zöld övezet és a kikapcsolódást szolgálja. A park akkor vált a pécsiek kedvelt kirándulóhelyévé, amikor a 19-20. század fordulóján egyre több nyaraló épült a településrészen.
A Tettye parkjában több műalkotást, szökőkutat, térplasztikát is elhelyeztek. Itt látható többek között Lantos Ferenc festőművész 1969–1970 között készült zománc képsora és a Török János keramikusművész által készített pirogránit szökőkút.

### Tettyei romok
A park felső részén áll Szatmári György pécsi püspök 16. század elején épített reneszánsz nyaralókastélyának romja. A kastély a környékről származó mészkő felhasználásával épült. Jelenleg e romok között működik a tettyei szabadtéri színpad. A színpadhoz 250 férőhelyes nézőtér tartozik, mely általában a nyári időszakban van felállítva és többek között itt is tartanak előadásokat a Pécsi Országos Színházi Találkozó (POSZT) ideje alatt.

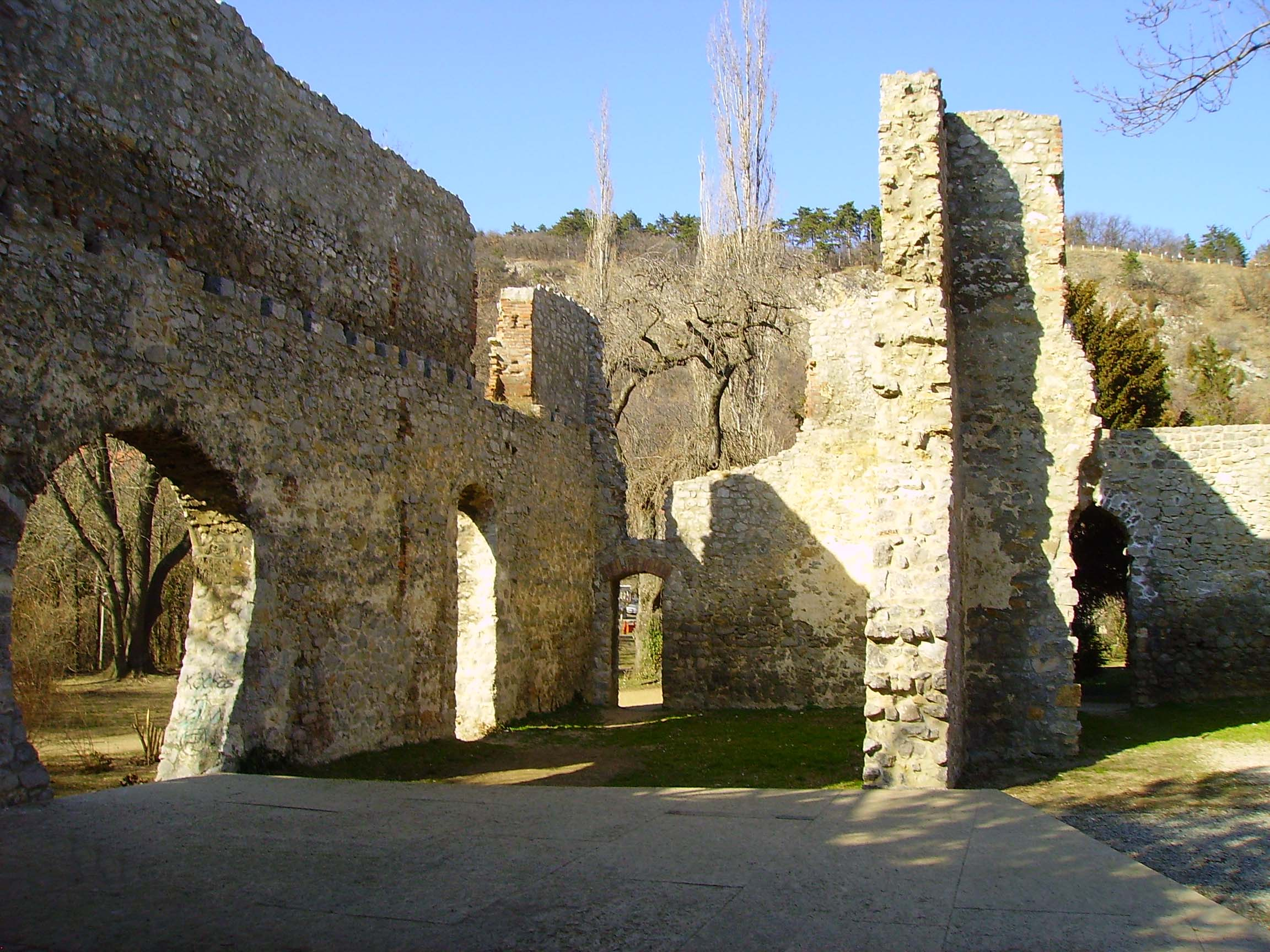
A falakat hatalmas, köríves nyílások törik át
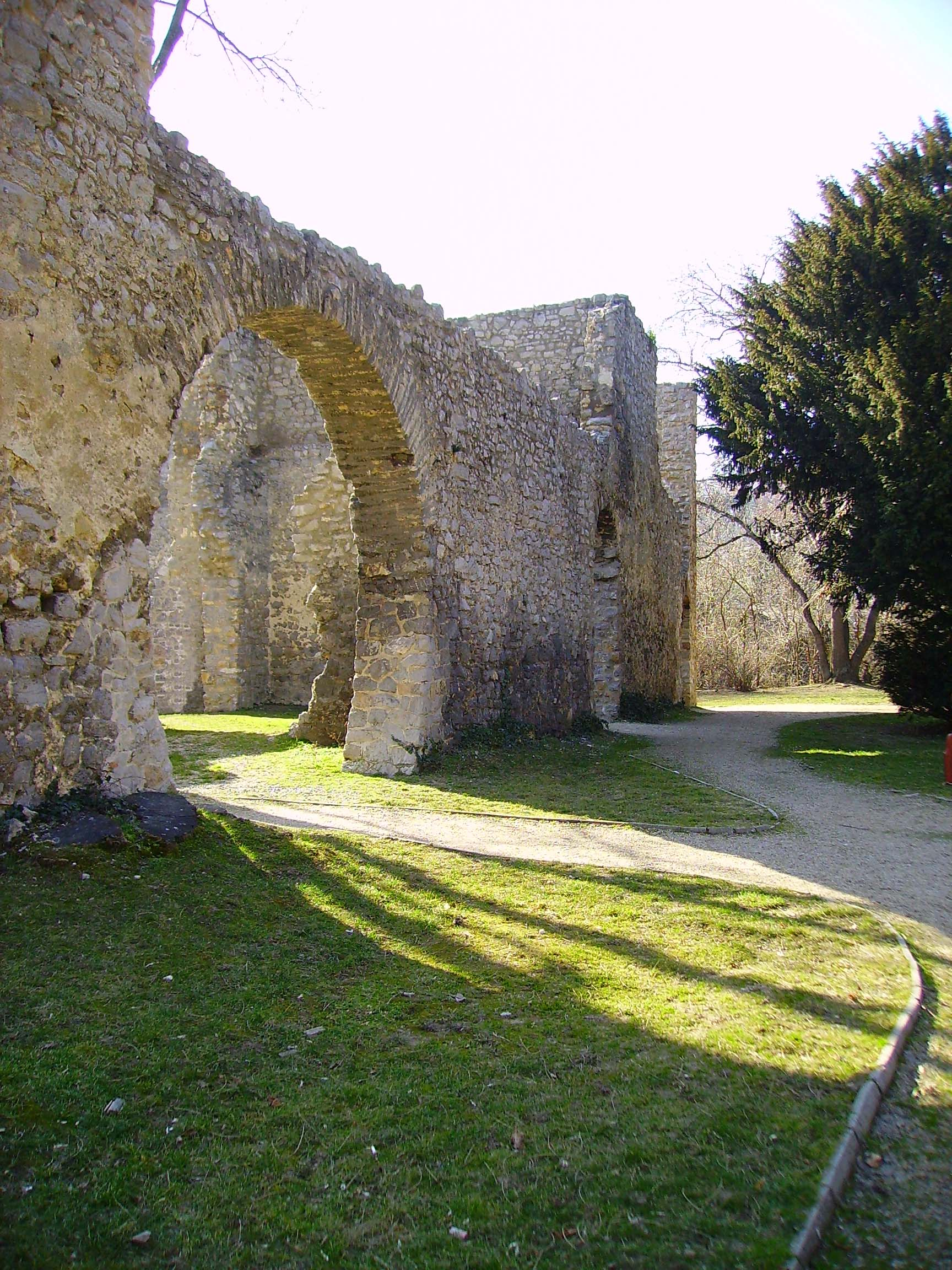
Nyílás északi irányba
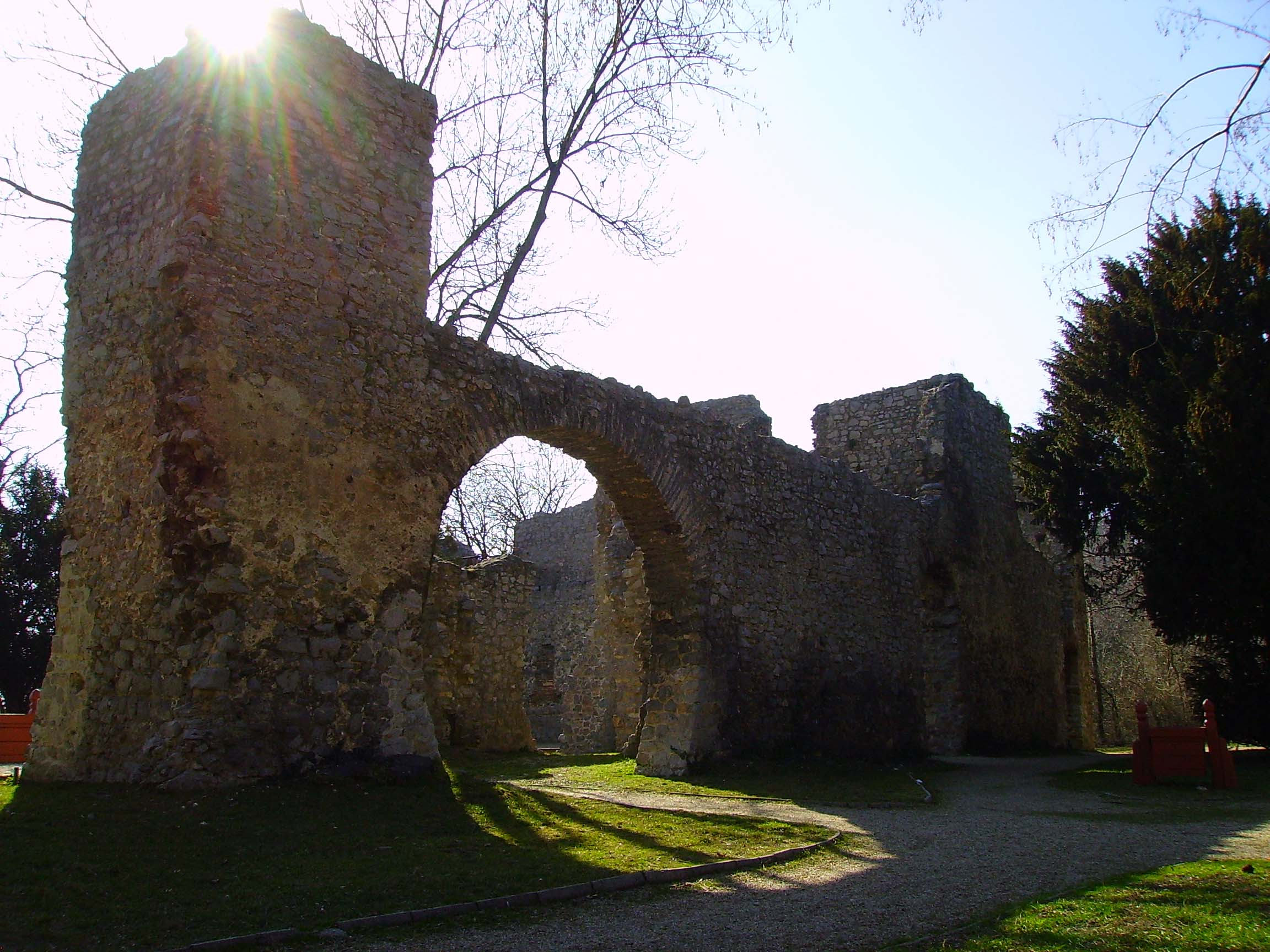
Napfény tündököl a vár fokán
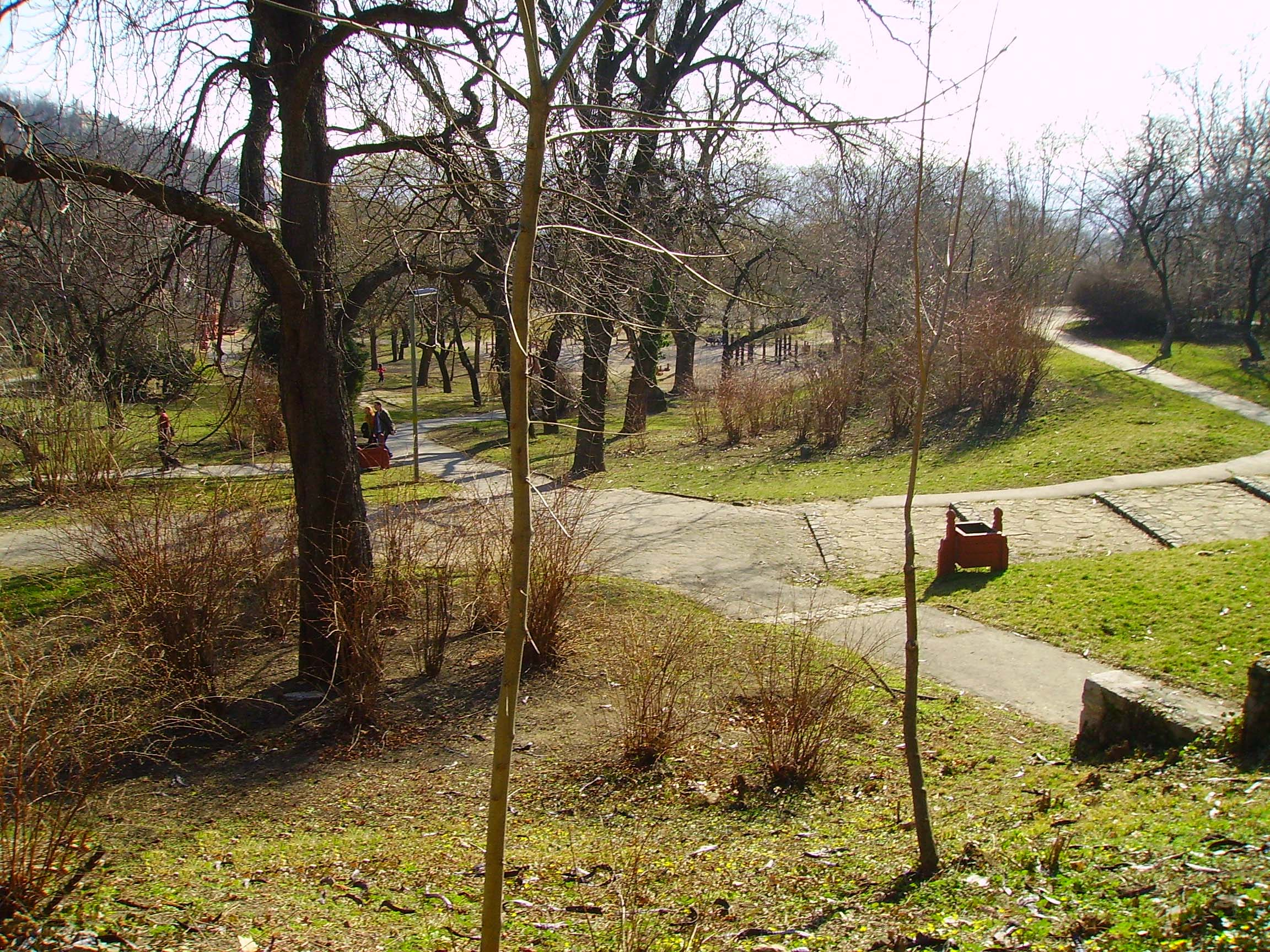
A Tettye park téli napsütésben
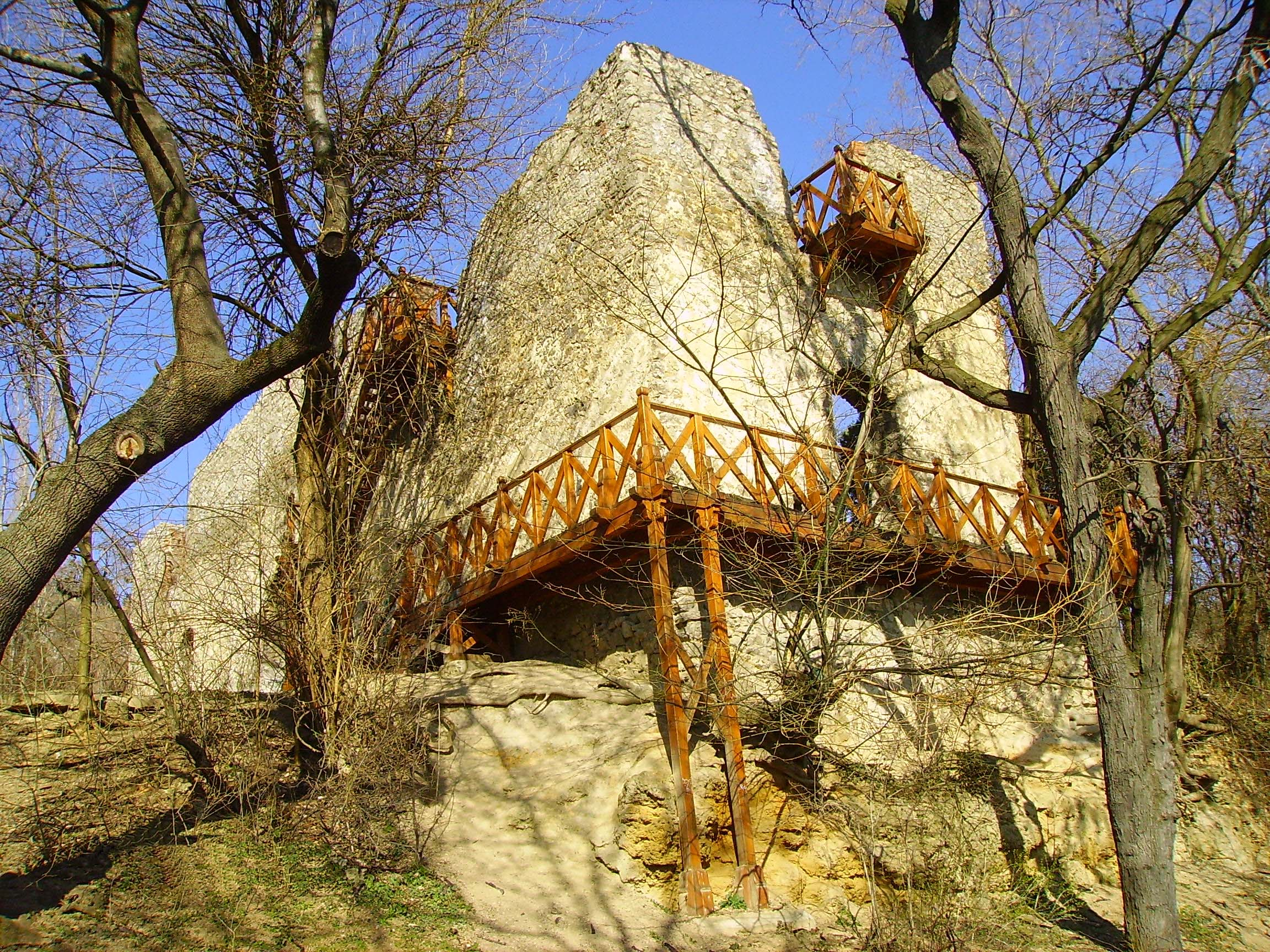
A romok tetejére fából készült lépcső ível
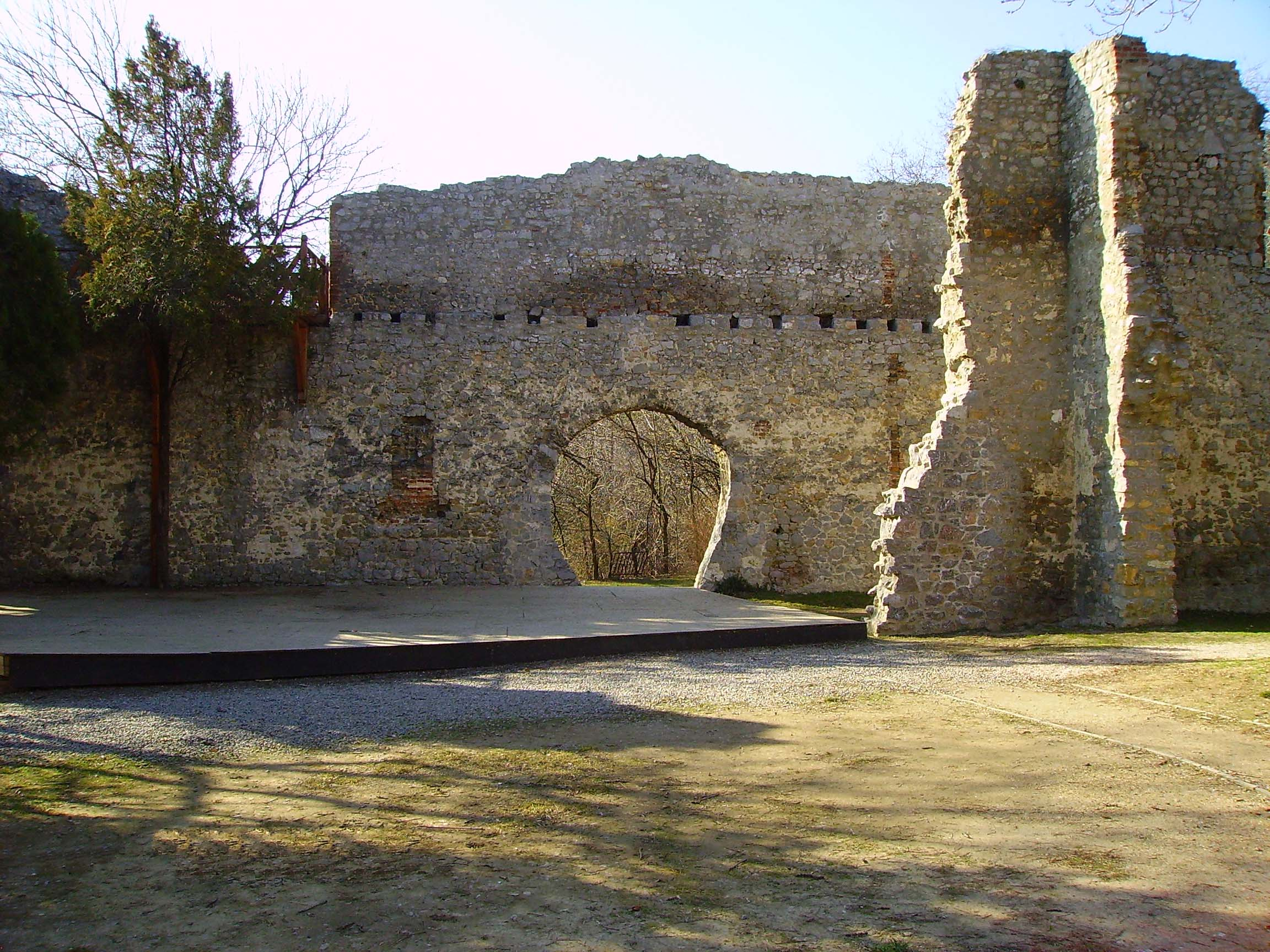
Az ideiglenes színpad helye mindig változik

### Mésztufa-barlang

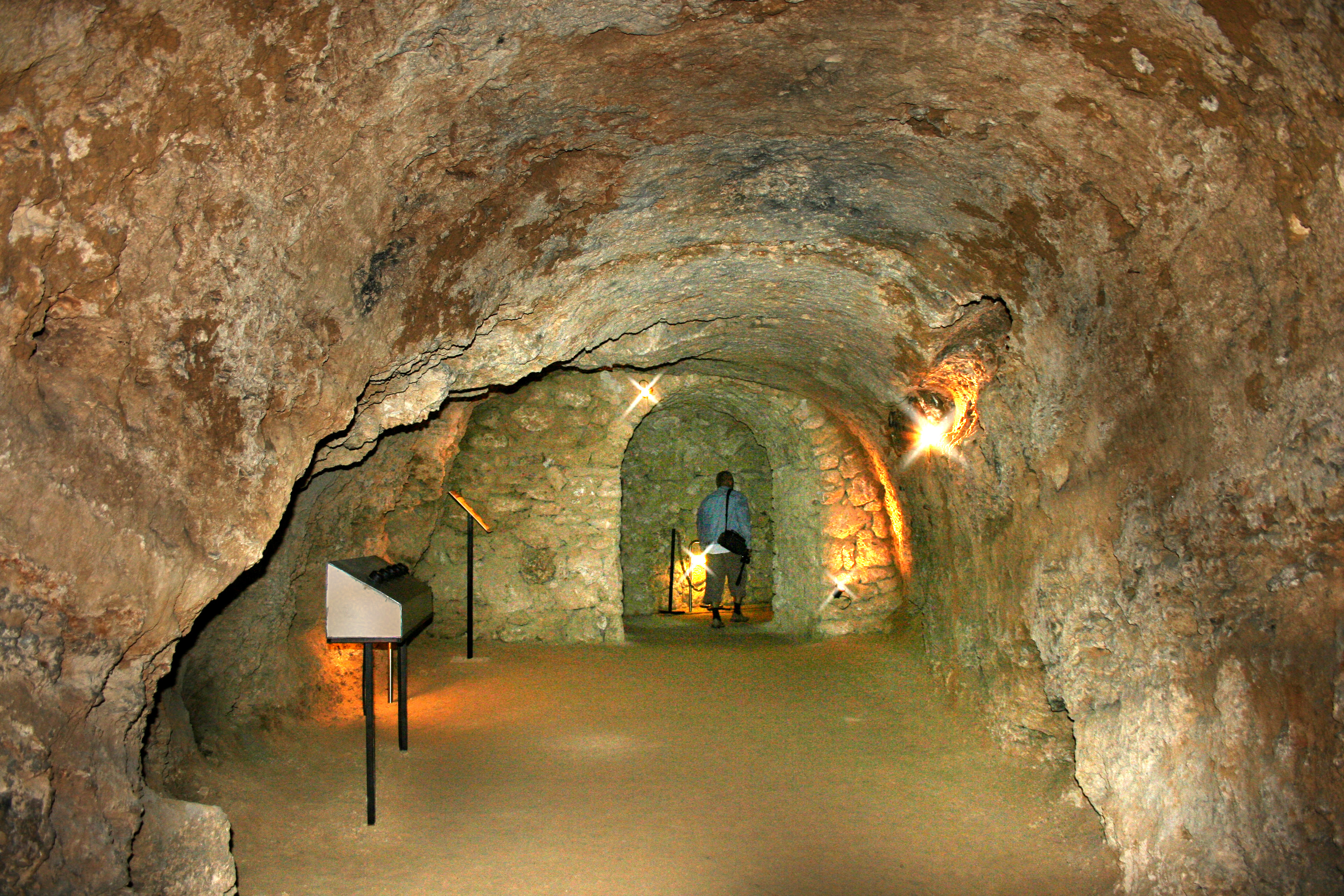
a Tettyei Mésztufa-barlang egyik folyosó része

A Tettye népszerűsítése nem utolsósorban Reéh Györgynek, a századelő egyik legnépszerűbb pécsi polgárnak, a „Tettye koronázatlan királyaként” is emlegetett férfinek köszönhető. A Mecsek Egyesület alapító tagjának kezdeményezésére történt meg a park déli részénél található, elhanyagolt állapotban lévő barlang rekonstrukciója. 1906. június 11-én megnyílt a pokol kapujaként emlegetett látogatók riogatására és megtréfálására szolgáló turista attrakció. A mesterséges vízesésen áthaladva a barlangba lépőket sejtelmesen megvilágított színes őslények, repülő papírgyíkok és egy kaszásnak öltözött ember ijesztgette. A húszas években a barlangot bezárták, falait befalazták.
A karsztforrás vizéből kivált forrásmészkőben található a Tettyei Mésztufa-barlang. Magyarországon jelenleg csak három ilyen jelentős kiterjedésű felszín alatti üregrendszert ismerünk (az Anna-barlang (Lillafüred), a Budai Vár-barlang (Budapest), és a Tettyei Mésztufa-barlang (Pécs)). 2008. április elején adták át az újonnan megnyitott barlangot. A tetarátagátak által lefűződött természetes üregeket a történelem során bányászattal összekötötték. Néha még lakások céljára is használták az üregeket. Az állandóan 13 Celsius-fokos barlang ma a Duna–Dráva Nemzeti Park bemutatóhelye, látványos kiállításokkal.
A barlangban megtekinthető egy kisebb kőbemutató (mecseki mészkőtípusok és az abból épített jellegzetes pécsi épületek), egy kisfilm a Tettye barlangtörténetéről, egy makett, mely a karszt működését mutatja mutatja be animáció segítségével, egy berendezett barlanglakás és egy mennyezethez rögzített színes sárkány, mely még a „pokol kapuja” időszakából maradt fent.

## Mindenszentek temploma

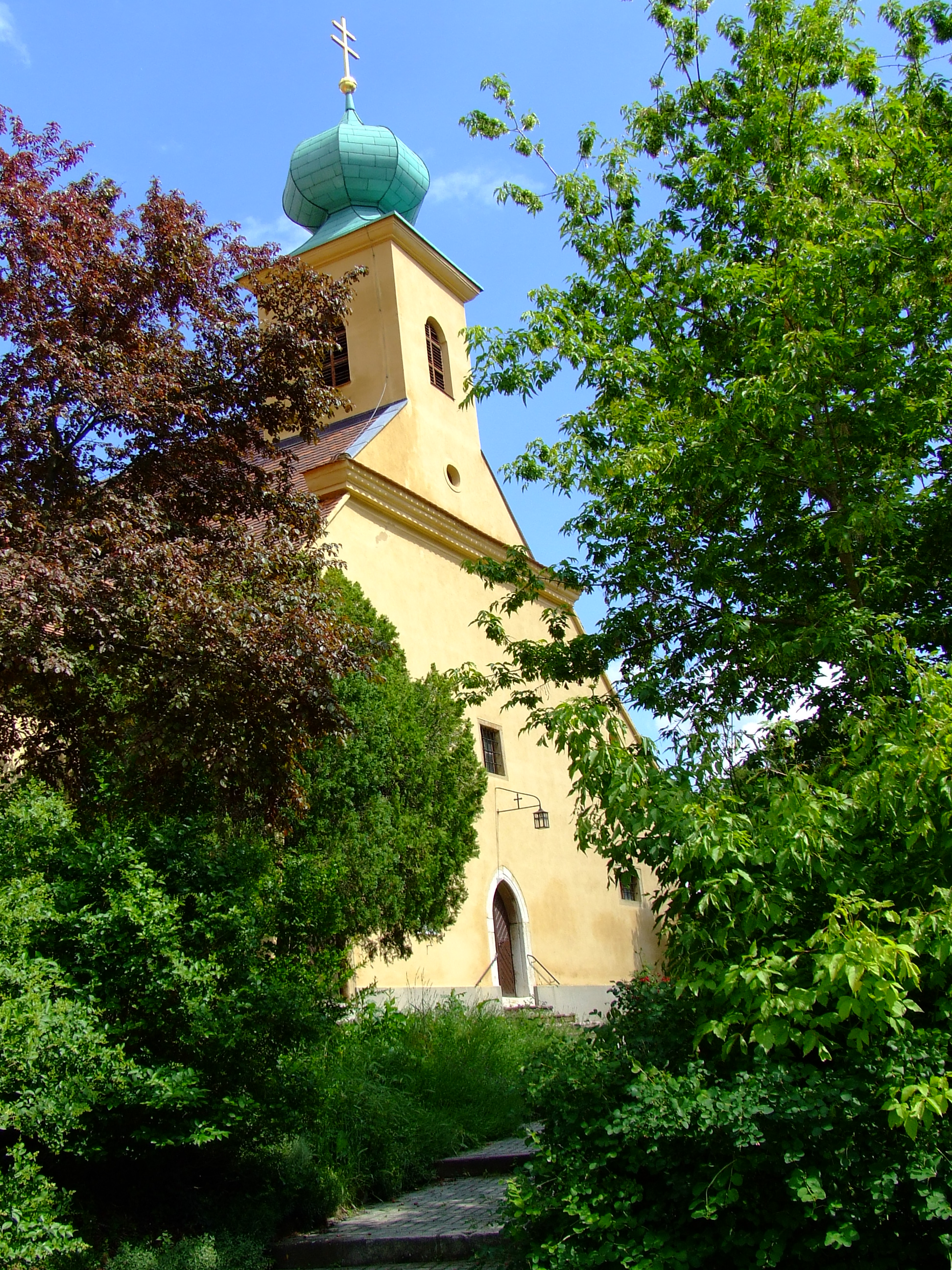
Mindenszentek temploma

Az eredetileg egyhajós, feltehetőleg egyenes szentélyzáródású templom a 12. század elején, a román korban épült, így a Székesegyház mellett Pécs legrégibb épülete. A 15. század végén szentélyét késő gótikus stílusban beboltozták, támpillérekkel látták el, s a déli részéhez bordás keresztboltozattal fedett előcsarnokot építettek. A török hódoltság alatt Pécs egyetlen keresztény kézen levő temploma volt. Itt folyt le 1588-ban az ún. pécsi hitvita. A 18. század első felében, Fonyó Sándor kanonok idején, háromhajóssá építették át. A hosszházhoz az oldalfalak áttörésével dongaboltozatos mellékhajókat csatoltak, a mellékhajók felett negyedköríves, faszerkezetű dongával fedett emporiumokkal. Ugyanakkor a főhajó addigi mennyezetét fiókos dongával cserélték ki. A barokk átépítés idejéből való hagymasisakos tornya, s mai felszerelése is. A templom körül fallal kerített temető helyezkedik el, déli részén 18-19. századi sírokkal, északi részén barokk sírkövekkel.

## Kultúra
Számos Tettyével kapcsolatos rege, legenda és monda maradt fent az utókor számára, mint például a forrás vizét elapasztó boszorkánnyal sikerrel szembeszálló Tettye vitéz alakja, és A tettyei sziklatorony, vagy a Vince mester számadása Ibrahimmal története. Íróknak, költőknek, művészeknek és tudósoknak vált ihlető forrásává a Tettye. Az egykori pécsi kisdiák Babits Mihály prózában (Útinapló) és versben (Emléksorok egy régi pécsi uszodára) egyaránt megemlékezik a Tettyéről. Weöres Sándor diákéveinek emlékeiből származhat a Rongyszőnyeg című versben a Tettye, melynek „hajlatán januárban hóvirág virít”. Petrőcz Évát (Tettyei délelőtt) és Bertók Lászlót (Pécsi krónika, 1974. Tettyei jelentés) is magához vonzotta ez a táj.